# Escaño (mueble)
Un escaño es un asiento largo con respaldo donde pueden sentarse tres o más personas. No es tan bajo como el sofá, sino que es como una silla larga y de la misma altura. Estuvo muy de moda en el período colonial sudamericano hasta mediados del siglo XIX, en el que aparecen los primeros sofás provenientes de Europa de estilo Imperio e Isabelino español, que se parecen más a los sofás que se ven ahora.[cita requerida]

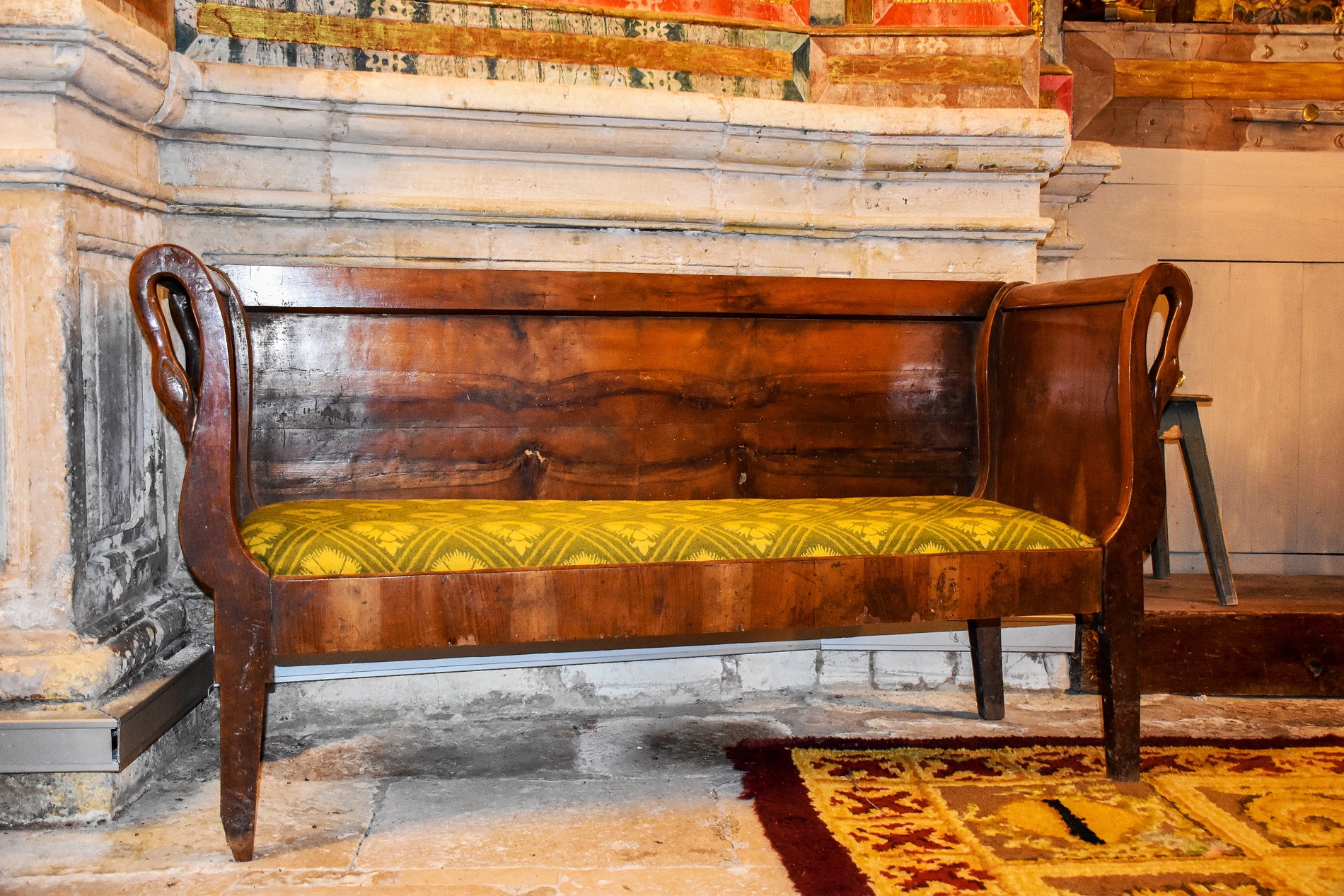
Escaño. Iglesia de Sandoval de la Reina (España).